# Хайди (роман)
Хайди: годы странствий и учёбы (нем. Heidis Lehr- und Wanderjahre) или обычно коротко Хайди — роман о событиях в жизни маленькой девочки, живущей на попечении своего деда в Швейцарских Альпах. Как указала на титульном листе в 1880 году автор, швейцарская писательница Иоханна Спири, роман написан 
для детей и тех, кто любит детей
.
Два продолжения: «Хайди растёт» и «Дети Хайди» были написаны не Спири, — их написал английский переводчик Чарльз Триттен, уже после смерти писательницы.
Роман о Хайди является одним из самых известных произведений швейцарской литературы.

## Сюжет

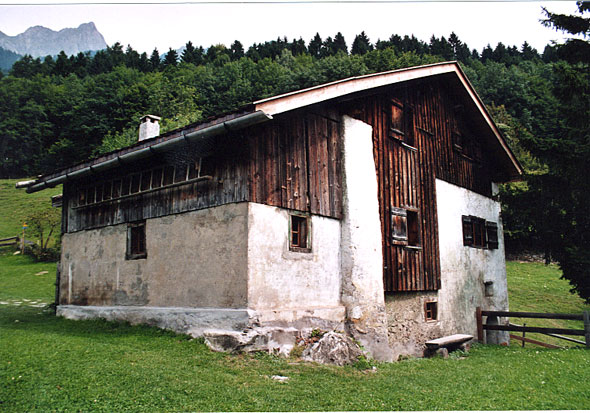
«Домик Хайди» в Майенфельде

Адельхайд, она же Хайди, — девочка-сирота, которую опекает в швейцарском Майенфельде её тётя Дете. Тётушка устраивается работать во Франкфурт и отвозит 8-летнюю Хайди к деду. Тот не в ладах с жителями родной деревни, а потому живёт бобылём на отгонном пастбище, — его прозвали «Альп-Ой» («Альпийский дедушка» на диалекте Граубюнден).
Сперва дед недоволен приездом Хайди, но со временем девочке удаётся преодолеть его внешнюю отчуждённость и зажить душа в душу: с ним и его лучшим другом — пастухом коз, или как его называл дедушка Хайди, «повелителем коз» Петером.
Дете через три года возвращается и перевозит Хайди во Франкфурт к 11-летней девочке-инвалиду по имени Клара Сесеман. Целый год Хайди живёт с Кларой, неоднократно сталкиваясь со строгой экономкой семьи Сесеман фрау Роттенмайер, — девочка сильно тоскует. Утешением ей служит обучение грамоте, мотивированное желанием вернуться домой и читать слепой бабушке Петера. Пошатнувшееся здоровье ребёнка и несколько случаев лунатизма (она унаследовала склонность к эпилепсии от матери) убеждают доктора Клары отправить Хайди обратно к дедушке.
Возвращение внучки побуждает деда спуститься в деревню, — наступает конец его уединению.
Хайди и Клара пишут друг другу письма. Врач, посетивший Хайди и дедушку, рекомендует Кларе совершить путешествие и навестить подругу. Между тем Хайди учит Петера читать.
Клара приезжает в следующем году и проводит с Хайди чудесное лето. От козьего молока и свежего горного воздуха она чувствует себя всё лучше, но Петер из ревности сбрасывает её пустую инвалидную коляску с горы. Несмотря на это, дедушка на руках несёт Клару в горы, там меняется её внутренний настрой, и она делает первые шаги. Затем они с Хайди и дедушкой устраивают сюрприз Клариным родственникам, и те радуются тому, что их ребёнок может ходить. О Хайди позаботится доктор, лечивший Клару и трагически лишившийся собственной семьи. Он переезжает жить в деревеньку.

## Галерея
Иллюстрации Джесси Вилкокс Смит, 1922

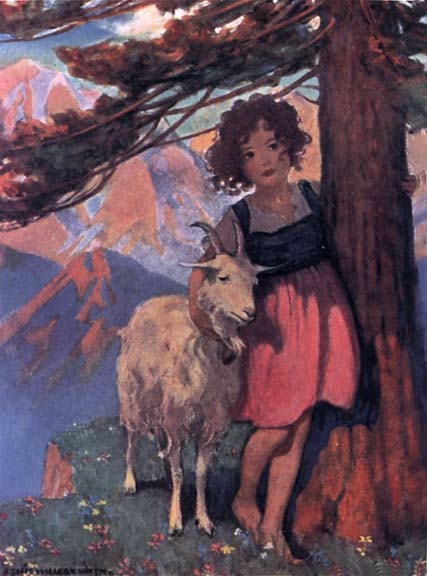
Обложка
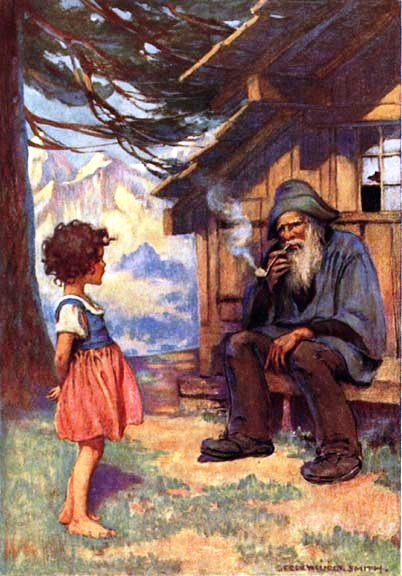
Хайди у дедушки
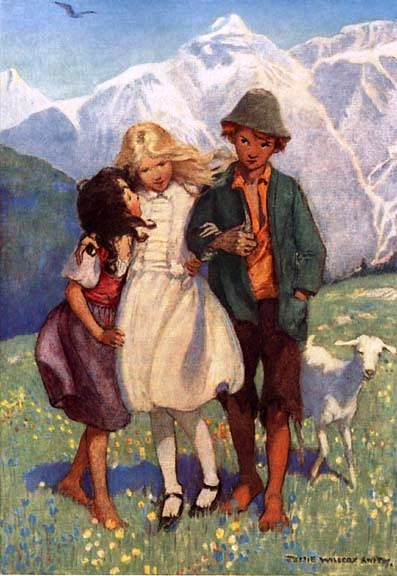
Хайди с друзьями

## Экранизации

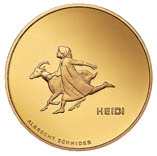
Памятная швейцарская монета в 50 франков, 2001

- 1937 — Хайди[англ.] В роли Хайди Ширли Темпл
- 1968 — Хайди[англ.] / Heidi — фильм «NBC», реж. Делберт Манн, композитор Джон Уильямс; в ролях: Дженнифер Эдвардс[англ.] (Хайди), Майкл Редгрейв (дедушка), Мириам Шпёрри (рум. Miriam Spoerri, тётя Дете), Джон Молдер-Браун (Петер), Зулейка Робсон (англ. Zuleika Robson, Клара), Максимилиан Шелл (герр Сесеман), Джин Симмонс (Фрау Роттенмайер)…
- 1974 — Хайди — девочка Альп (аниме)
- 1990 — Гора мужества (продолжение экранизации «Хайди»)
- 1995 — Хайди (США)
- 2005 — Хайди
- 2015 — Хайди
- 2017 — Хайди — аргентинский сериал